# Katerina Paul
Katerina Paul (* 16. Mai 1996) ist eine australische Skilangläuferin.

## Werdegang
Paul startete im Juli 2013 in Falls Creek erstmals im Skilanglauf-Australia/New-Zealand-Cup. Dabei errang sie den achten Platz im Sprint. Bei den nordischen Junioren-Skiweltmeisterschaften 2015 in Almaty kam sie auf den 60. Platz über 5 km Freistil, auf den 55. Rang im Skiathlon und auf den 50. Platz im Sprint. Im Sommer 2015 holte sie im Sprint in Falls Creek ihren ersten Sieg im Australia/New-Zealand-Cup. Zudem errang sie einmal den zweiten und zweimal den dritten Platz und erreichte damit den zweiten Platz in der Gesamtwertung. Bei den nordischen Junioren-Skiweltmeisterschaften 2016 in Râșnov lief sie auf den 65. Platz über 5 km klassisch, auf den 55. Rang über 10 km Freistil und auf den 46. Platz im Sprint. Zu Beginn der Saison 2016/17 siegte sie im Sprint in Perisher Valley und belegte zudem dort den zweiten Platz über 5 km Freistil. Es folgten weitere Top-Zehn-Platzierungen und gewann damit die Gesamtwertung des Australia/New-Zealand-Cups. Bei den U23-Weltmeisterschaften 2017 in Soldier Hollow belegte sie den 42. Platz über 10 km Freistil und den 35. Rang im Sprint. Ihr Debüt im Weltcup hatte sie im Februar 2017 in Otepää, das sie auf dem 54. Platz im Sprint beendete. Ende Februar 2017 gelang ihr bei den nordischen Skiweltmeisterschaften in Lahti der 68. Platz im Sprint, der 17. Rang zusammen mit Jessica Yeaton im Teamsprint und der 15. Platz mit der Staffel. Im Sommer 2017 kam sie im Australia/New-Zealand-Cup zweimal auf den zweiten und einmal auf den ersten Platz und erreichte damit den zweiten Platz in der Gesamtwertung. Im folgenden Jahr gewann sie mit sieben Top-Zehn-Platzierungen, darunter zwei Podestergebnisse die Australia/New-Zealand-Cup-Gesamtwertung. In der Saison 2018/19 belegte sie bei den U23-Weltmeisterschaften 2019 in Lahti den 58. Platz über 10 km Freistil, den 55. Rang im Massenstartrennen über 15 km klassisch und den 32. Platz im Sprint und bei den nordischen Skiweltmeisterschaften 2019 in Seefeld in Tirol den 76. Platz über 10 km klassisch und den 72. Rang im Sprint. Ihr bestes Ergebnis bei der Winter-Universiade 2019 in Krasnojarsk war der 29. Platz im Sprint. Im Sommer 2019 gewann sie mit zwei ersten und drei zweiten Plätzen erneut die Gesamtwertung im Australia/New-Zealand-Cup. Bei den nordischen Skiweltmeisterschaften 2021 in Oberstdorf lief sie auf den 54. Platz im Sprint. Im Sommer 2022 gewann sie zum vierten Mal die Gesamtwertung des Australia/New-Zealand-Cups.

## Siege bei Continental-Cup-Rennen
| Nr. | Datum           | Ort             | Disziplin        | Serie                     |
| --- | --------------- | --------------- | ---------------- | ------------------------- |
| 1.  | 15. August 2015 | Falls Creek     | Sprint klassisch | Australia/New Zealand Cup |
| 2.  | 6. August 2016  | Perisher Valley | Sprint klassisch | Australia/New Zealand Cup |
| 3.  | 23. Juli 2017   | Perisher Valley | 5 km klassisch   | Australia/New Zealand Cup |
| 4.  | 27. Juli 2019   | Falls Creek     | Sprint klassisch | Australia/New Zealand Cup |
| 5.  | 17. August 2019 | Perisher Valley | Sprint Freistil  | Australia/New Zealand Cup |
| 6.  | 30. Juli 2022   | Falls Creek     | Sprint klassisch | Australia/New Zealand Cup |
| 7.  | 20. August 2022 | Perisher Valley | Sprint Freistil  | Australia/New Zealand Cup |
| 8.  | 29. Juli 2023   | Perisher        | Sprint klassisch | Australia/New Zealand Cup |